# Yang Tongyan
Yang Tongyan (12 avril 1961, Jiangsu - 7 novembre 2017), de son nom de plume Yang Tianshui, est un journaliste, écrivain et blogueur chinois. Il a été emprisonné pendant vingt deux ans dans les prisons chinoises.

## Biographie
Yang Tongyan est né le 12 avril 1961 dans la province de Jiangsu. Sa fille a suivi des études aux États Unis.
Alors qu'il est un journaliste reconnu, il participe aux manifestations de la place Tian'anmen en juin 1989. Au mois d'octobre suivant, Yang a quitté son emploi pour se consacrer pleinement à ses activités en faveur de la démocratie.
Le 1er juin 1990, Yang Tongyan a été arrêté et, en 1992, condamné à 10 ans de prison. Après sa libération en 2000, Yang a continué à militer en faveur de l'instauration d'un régime démocratique en Chine.
Après avoir publié sur le net des positions favorables à la démocratie, Yang Tongyan est arrêté le 25 décembre 2004 pour « incitation à la subversion ». Il est remis en liberté sous caution. Puis il est de nouveau arrêté en décembre 2005 pour « subversion de l'autorité de l'État ». Au mois de mai suivant, il a été condamné à 12 ans de prison.
En 2007, il a été dans l'obligation d’effectuer des travaux forcés dans un environnement à priori toxique. Sa santé se serait détériorée au cours de son séjour en prison, il souffre par ailleurs de diabète, d’arthrite et d’hypertension artérielle. Ses proches demandent une libération pour raisons médicales en décembre 2012, cette requête est sans suite. Par contre, il est proposé à Yang une libération des geôles chinoises s'il accepte de signer des aveux confessant ses crimes mais il a toujours refusé.
Yang Tongyan est mort le 7 novembre 2017, à l'âge de 56 ans, trois mois après une opération chirurgicale visant à retirer une tumeur cérébrale. Il devait être libéré en décembre 2017. Il a passé 22 ans de sa vie en prison.

## Récompense
- 2008 le prix Freedom to Write décerné par PEN America[5].